# 拉尔夫·吕布克
拉尔夫·吕布克（德語：Ralf Lübke，1965年6月17日—），德国男子田径运动员。他曾代表西德参加1984年和1988年夏季奥林匹克运动会田径比赛，其中1988年奥运会获得一枚铜牌。